# Trionymus
Trionymus är ett släkte av insekter som beskrevs av Berg 1899. Trionymus ingår i familjen ullsköldlöss.

## Dottertaxa tillTrionymus, i alfabetisk ordning[1][2]
- Trionymus acomus
- Trionymus agrestis
- Trionymus agropyronicola
- Trionymus americanus
- Trionymus angustifrons
- Trionymus aristidae
- Trionymus arnicae
- Trionymus artemisiarum
- Trionymus ascripticius
- Trionymus bambusae
- Trionymus boratynskii
- Trionymus calamagrostidis
- Trionymus cambodiensis
- Trionymus cantonensis
- Trionymus caricis
- Trionymus ceres
- Trionymus circulus
- Trionymus clandestinis
- Trionymus claviger
- Trionymus copiosus
- Trionymus coronus
- Trionymus cressae
- Trionymus dactylis
- Trionymus dactyloctenii
- Trionymus dagestanicus
- Trionymus demertor
- Trionymus dilatatus
- Trionymus dolus
- Trionymus faratsi
- Trionymus ferganensis
- Trionymus festucae
- Trionymus formosanus
- Trionymus frontalis
- Trionymus gyrus
- Trionymus haancheni
- Trionymus hamberdi
- Trionymus hypoestis
- Trionymus idahoensis
- Trionymus implicatus
- Trionymus inaequalis
- Trionymus incertus
- Trionymus insularis
- Trionymus interjecti
- Trionymus internodii
- Trionymus inyazurae
- Trionymus iridis
- Trionymus isfarensis
- Trionymus kirgisicus
- Trionymus kobotokensis
- Trionymus kurilensis
- Trionymus lanatus
- Trionymus latus
- Trionymus latvicus
- Trionymus levis
- Trionymus longipilosus
- Trionymus longissimus
- Trionymus lowryi
- Trionymus lumpurensis
- Trionymus magnus
- Trionymus masrensis
- Trionymus mocus
- Trionymus modocensis
- Trionymus mongolicus
- Trionymus mori
- Trionymus multisetiger
- Trionymus multivorus
- Trionymus myersi
- Trionymus myrmecarius
- Trionymus nanus
- Trionymus newsteadi
- Trionymus nicotianacola
- Trionymus nudus
- Trionymus oblongus
- Trionymus orestes
- Trionymus orientalis
- Trionymus paludicola
- Trionymus parvaster
- Trionymus perrisii
- Trionymus petiolicola
- Trionymus phalaridis
- Trionymus phragmitis
- Trionymus pietranerae
- Trionymus pilosus
- Trionymus placatus
- Trionymus plurostiolatus
- Trionymus polyporus
- Trionymus prolatus
- Trionymus quadricirculus
- Trionymus radicicola
- Trionymus radicum
- Trionymus rhizophilus
- Trionymus rotundatus
- Trionymus sasae
- Trionymus sativus
- Trionymus smithii
- Trionymus strongylus
- Trionymus subterraneus
- Trionymus tasmanianus
- Trionymus terranora
- Trionymus themedae
- Trionymus thulensis
- Trionymus tomlini
- Trionymus townesi
- Trionymus turgidus
- Trionymus utahensis
- Trionymus vaginatus
- Trionymus williamsi
- Trionymus winnemucae
- Trionymus violascens
- Trionymus yaelae
- Trionymus zebedielae
- Trionymus zoysiae